# Grimăncăuți, Briceni
Grimăncăuți este un sat din raionul Briceni, Republica Moldova. Atestat la 2 mai 1589. La 1930 se afla în Plasa Briceni din județul Hotin.
Râul Lopatnic. Populația - 4.211 oameni. Circa 1.800 de case, aproape 400 - gazificate și tot atâtea - telefonizate. Asociația „Victoria”. Suprafața terenurilor agricole - 3.270 ha. 3 SRL. Școală medie, 3 biblioteci, casă de cultură cu 650 de locuri, ambulatoriu, centru de asistență medicală cu 14 lucrători, farmacie, oficiu poștal, grădiniță de copii cu 140 de locuri, 8 magazine și baruri. Situat la 2 km de centrul raional, 6 km de gara feroviară Văscăuți (Ucraina) și 237 km de Chișinău, șoseaua Chișinău-Cernăuți abia de atinge centrul de reședință administrativă raională, iar despre Grimăncăuți, care-i puțin mai la nord, nu pomenește nimic, nici cel mai neînsemnat indicator rutier.

## Istorie

### Arheologie
O movilă funerară de 0,5 cu o înălțime și un diametru de 15 m, ce se află în partea de sud-est a satului, pe locul numit Sub Pădurea Trebisăuților, ar vrea să spună că aici au trăit oameni în vremuri străvechi, deoarece nu întâmplător au ajuns până aici triburile nomade. Cândva, după cum povestesc bătrânii satului, movila avea cca 2 m înălțime, dar, arând-se mereu, acum ea mai că s-a egalat cu restul țarinei.

### Atestare documentar
Documentar însă satul e menționat la 2 mai 1589, în mărturia hotarnică a moșiei Adicăuți, vechea denumire a Bricenilor. 

### Perioada medievală
Este pomenit ca sat și în hotarnica satului Văscăuți. E vândut de Gheorghe Mălai și soția sa Tudosia în ziua de 8 aug. 1665 lui Prodan Spătaru, care, neștiind carte, și-a pus pe document degetul, ca să se știe că a făcut această cumpărare. La 2 aug. 1671 Miron Stârcea a răscumpărat de la vecinii s. Culicani o parte din moșia s. Grimăncăuți, pentru care aceștia plătiseră o moarte de om cu 6 boi și 10 bani de aur. S-a păstrat și un zapis de vânzare al lui Toader, fiul lui Nacu Stolnic, pentru s. Grimăncăuți, cumpărate de la ei de marele vistiernic Iordache Russet cu 300 galbeni. Hotarele moșiei satului au fost alese de Costea Chirilovici, pârcălabul de Hotin, și de Ion Căpitanul în 1772, când asupra moșiei acestui sat pretindeau mai mulți boieri străini de sat. Oricum, la această perioadă de timp existența satului nu mai era pusă la îndoială. Există o versiune despre proveniența satului într-o perioadă anterioară mențiunii sale de pe moșia Adicăuților. Cică, în pădurea din nord-vestul satului și azi se mai pot găsi niște cruci de piatră. Aici, susțin ei, ar fi fost prima vatră a satului, dar a dat o epidemie strașnică și au pierit aproape toți locuitorii lui. Cei rămași au hotărât să se mute de aici, că locul, cică, era blestemat, dar au hotărât să se mute în partea, din care în primăvară vor auzi primul tunet de ploaie. Satul e în imediata vecinătate cu Ucraina și „tunet” în ucr. înseamnă „grim”. Tunetul a răsunat dinspre sud-est, adică de unde este situat satul astăzi, și încolo s-au mutat. La început, cică, satul chiar se numea Grimcăuți sau Hrămcăuți, nume, care se mai face auzit și azi. Dar nu se mutaseră, zice legenda, oamenii așa, la întâmplare, ci au ales cel mai voinic flăcău din sat, și i-au pus în spate o cruce grea, poruncindu-i să meargă spre sud-est, spre „grim”, adică, și unde n-a mai putea merge de oboseală, acolo își vor întemeia noua așezare. Și așa și au făcut. Cică, biserica de azi e tocmai pe locul unde a căzut bietul om, istovit de greutatea crucii. O altă legendă asemănătoare cu aceasta, de altfel, zice că-l chema Grom pe un bătrân, care i-a îndemnat pe cei ocoliți de ciumă să-și mute așezarea în câmp. Oricum, pe crucile din pădure se mai pot citi și azi frânturi de nume: Cad:, :nic, :Bej. Probabil, era scris: Caduc, Lesnic sau Odainic, Bejenaru, Dobuleac, nume existente și azi. Pe vatra nouă a satului au început să se așeze familii, care veneau din cele mai diferite părți ale lumii. De aceea și astăzi se zice că numele Cravețchi, Ghiboltovschi, Gorodețchi, Medvețchi, Vornovițchi sunt de origine poloneză, Borcoman, Gogoman - de origine turcească, Andronic, Auzeac, Cușnir, Moscaliuc - de origine ucraineană, Bejenaru, Ciubotaru, Dohotaru, Vacaru - că-s veniți din dreapta Prutului, iar Ostaficiuc, Panteleiciuc, Timciuc sunt de origine sârbă. Legendele sunt legende, dar în sec. XVIII despre s. Grimăncăuți, după cum ne argumentează cu date concrete istoricul Vladimir Nicu, se știe deja precis. Pe timp de iarnă, când locuitorii lui nu prea se încumetau să se ascundă prin păduri, la 25 dec. 1772, administrația militară rusă înregistrează aici 32 de gospodării și le supun la bir. Aceste date aproape coincid și cu cele ale recensămîntului populației Moldovei din 1774, din care aflăm că s. Hrămăncăuti din ocolul Mijlociu a ținutului Hotin  avea o sumă totală de case de 36, dar, deși 2 sunt scutite de bir, 34 de oameni rămân birnici. Aflăm și lista lor, care au nume de familie Toma, Vatamanu, Gogian, Bârcă, Moraru, Josu, Cojocaru, Căldare, Plăcintoi, Tărcuță, Cocieru, Popencu etc. Unitățile militare rusești, care veniseră încoace pentru războiul cu turcii, și-au completat rândurile din contul băștinașilor. Au nimerit în ele si mulți grimăncăuțeni, care însă s-au întors acasă cu multă întârziere: Toader Ciubotaru și lacob Oster - în 1790, Mihai Liznicu și Onofrei Serviciuc -în 1799, Onofrei Ostafi și lacob Jitaru -în 1800, Timofei Rusu - în 1802, Toader Jitaru și Andrei Ofici - în 1804, Pavel Herghelegiu - în 1806. 

### Perioada țaristă
În 1817, când autoritățile guberniale îi înregistrau pe basarabeni pentru a le cere jurământ imperiului și țarului rus, în s. Grimăncăuți se aflau 114 gospodării țărănești, iar moșia aparținea vistiernicului Iordachi Rossetti Roznovanu. Pe o progenitură a acestui boier, dar cu numele schimbat în Gheorghe Rosset, o aflăm aici și la 21 apr. 1835, când preot în sat era Constantin Cunițchi în vârstă de 60 de ani, diac - Teodor Gherbonoschi, iar dascăl - lacob Colibaba. După recensământul din 1817 s. Hrimăncăuți cu seliștea Hrubna (seliște - sat vechi, desființat), se afla în ocolul Ciuhurului din județul Hotin.(„Memoriile Comisiei Arhivare a Basarabiei” 1907 autor studiu I.Hallipa).Pe la 1859 Grimăncăuții era  sat mare: 200 de gospodării cu 634 de bărbați și 645 de femei, dar moșia aparținea boierilor Marazli. Ei aveau aici 4.385 desetine de pământ arabil și 979 desetine de pădure. Din această moșie țăranii primesc „nadeluri” pe o suprafață de 1.926 des. Fără aceste „nadeluri” rămânând 65 de familii. In 1870 satul avea 225 de gospodării țărănești, 723 de bărbați și 683 de femei, care erau oameni săraci. In 1872 satul a suferit din cauza holerei, iar la sf. anului 1877 mulți s-au îmbolnăvit de difterie. în noiem. și dec. 1870 chiar au decedat. Ceilalți, îngroziți, se pregăteau să părăsească din nou satul. Autoritățile au înregistrat școala parohială în 1861, când băștinașilor li se interzicea să mai învețe carte în limba lor română. Din cauză că nu erau învățători, care ar poseda limba rusă, lecțiile au fost suspendate de mai multe ori, apoi aceeași școală se redeschide la 1 noiem. 1882, cu concursul arendașului moșiei boierești S. N. Nicolau, care a donat în susținerea ei 100 rub. Au lucrat ca pedagogi Maria Soroceanu, Antonie Jolondcovschi, Gavril Nicolaevici, Sofia Pivovarova. Un timp școala s-a aflat în casa lui lacob Caduc, iar în 1902 s-a terminat construcția și a fost deschisă o școală nouă, care a costat 3.538 rub. În ea puteau învăța 100 de elevi, dar în scurt timp și aceasta a devenit neîncăpătoare. Primul învățător a fost Serghei Pivovarov. în 1909 sătenii aveau 264 de copii de vârstă școlară. Preotul Teodor Trofimov, care de 17 ani preda în școală religia, cerea insistent să se organizeze o bibliotecă și ea își primește primii cititori în 1910, deși avea încă prea puține cărți. Totuși prin a. 1914 fondul ei ajunge deja la 385 de volume și un număr de 90 de cititori. Biserica din lemn data din 1889 (revista lunară „Viața Basarabiei” martie 1933, dir. P.Hallipa). 

### Perioada românească
La 1930 în sat locuiau 3260 de persoane, dintre care 3075 se numeau români, 23 ruși, 108 ruteni(ucraineni),47 evrei, 7 țigani (Recensământul General al Populației României din 29 Decemvrie 1930. Vol. II: Neam, Limbă Maternă, Religie. București 1938.). 
În 1937 școala a dat prima promoție de 7 clase în număr total de 8 elevi. Până atunci au mai lucrat învățători frații Pavel și Gavril Jeju, Anatolie Tcaciuc, S. Bajec ș.a. 

### Perioada independenței Moldovei
În anul 2004 trăiau în Grimăncăuți 4210 oameni, dintre care: 4141 de moldoveni/români, 49 de ucraineni, 16 ruși, 1 găgăuz și 3 de alte etnii.

## Administrație și politică
Componența Consiliului local Grimăncăuți (13 consilieri), ales la 5 noiembrie 2023, este următoarea:
|  | Partid                                       | Consilieri | Componență | Componență | Componență | Componență | Componență | Componență | Componență | Componență |
|  | -------------------------------------------- | ---------- | ---------- | ---------- | ---------- | ---------- | ---------- | ---------- | ---------- | ---------- |
|  | Partidul Socialiștilor din Republica Moldova | 8          |            |            |            |            |            |            |            |            |
|  | Partidul Acțiune și Solidaritate             | 2          |            |            |            |            |            |            |            |            |
|  | Partidul Comuniștilor din Republica Moldova  | 1          |            |            |            |            |            |            |            |            |
|  | Partidul Nostru                              | 1          |            |            |            |            |            |            |            |            |
|  | Candidat independent MARIN ȘMATOC            | 1          |            |            |            |            |            |            |            |            |